# Kiseru

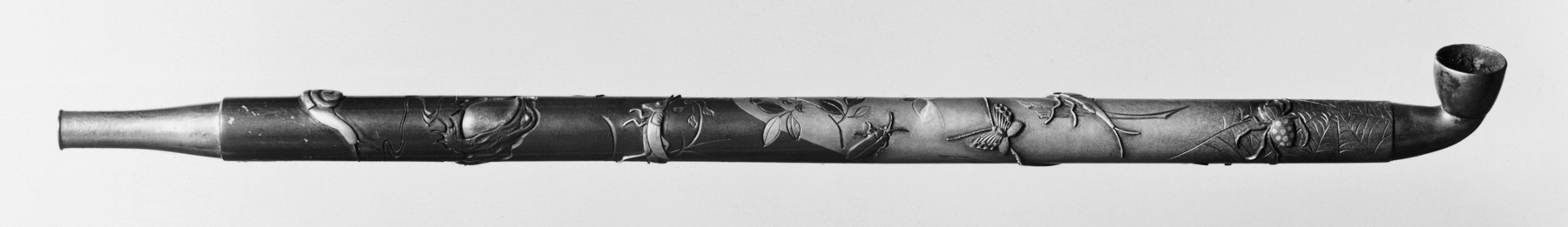
Kiseru

En kiseru (japanska 煙管) är en traditionell typ av japansk pipa. Kiserun har använts till att röka många olika ämnen, inklusive tobak, cannabis och opium. Den har ett långt och rakt skaft och är oftast gjord av metall i vardera ände med själva skaftet av bambu. Huvudet på en kiseru är vanligtvis mycket mindre än på moderna västerländska pipor.
En kiseru kan ofta vara rikt utsmyckad med sirliga dekorationer som utformats av skickliga hantverkare. När de har tillverkats av ädelmetaller har de använts som en statussymbol. På grund av sin utformning med ett långt skaft med metall i vardera änden användes den ibland som vapen i Edoperiodens Japan, särskilt av de gangsterartade kringströvande samurajerna som kallades kabuki mono.
Tobak introducerades i Japan någon gång på 1570-talet och under tidigt 1600-tal var kiserun, inspirerad av holländska kritpipor, så vanlig att det omnämndes i buddhistiska läroböcker för barn. Kiserun utvecklades tillsammans med de föremål som användes för att bränna rökelse under den traditionella teceremonin. Rökelsebehållaren (kō-bon) blev en tobaksbehållare (tabako-bon), rökelsebrännaren användes för att elda tobak i och rökelsefatet blev ett askfat.
Under Edoperioden var rikt utsmyckade vapen ett sätt att visa upp sin status, men eftersom alla utom medlemmar av krigarkasten var förbjudna att bära vapen kunde en magnifik kiseru som bars vid midjan tjäna ett liknande syfte. Efter Meijirestaurationen på 1860-talet och det feodala systemets avskaffande gick många hantverkare som dekorerat svärd över till att utsmycka kiseruer och spännen till tobakspungar. Massproduktion av cigaretter började redan under sent 1800-tal, men det var först efter andra världskriget som kiserun förpassades till en roll som ett föremål som främst representerade pittoresk tradition.